# Гратвайн
Гратвайн (нем. Gratwein) — Марктгемайнде в Австрии, ярмарочный посёлок, расположен в федеральной земле Штирия.
Входит в состав округа Грац.  Население составляет 3587 человек (на 31 декабря 2005 года). Занимает площадь 4,55 км².

## Политическая ситуация
Бургомистр коммуны — Адольф Эггер (СДПА) по результатам выборов 2005 года.
Совет представителей коммуны (нем. Gemeinderat) состоит из 21 места.
- СДПА занимает 14 мест.
- АНП занимает 4 места.
- АПС занимает 2 места.
- Зелёные занимают 1 место.